# Festa da Padroeira
A Festa da Padroeira é um evento cultural e gastronômico que ocorre anualmente, na semana do dia de Nossa Senhora Aparecida, no município paranaense de Cascavel.
A primeira edição, batizada como Festa das Colônias, ocorreu em 1993, por iniciativa do Centro Assistencial e Cultural da Arquidiocese da cidade, com caráter beneficente, para celebrar a miscigenação das raças que formam a comunidade regional. Apresentam-se variedades de eventos culturais e comidas típicas.
Em 2016, recebeu a denominação atual.
Atualmente é promovida pela Arquidiocese de Cascavel, em parceria com a Prefeitura, na praça da Catedral Metropolitana de Cascavel.